# Alta velocidad ferroviaria en Uzbekistán

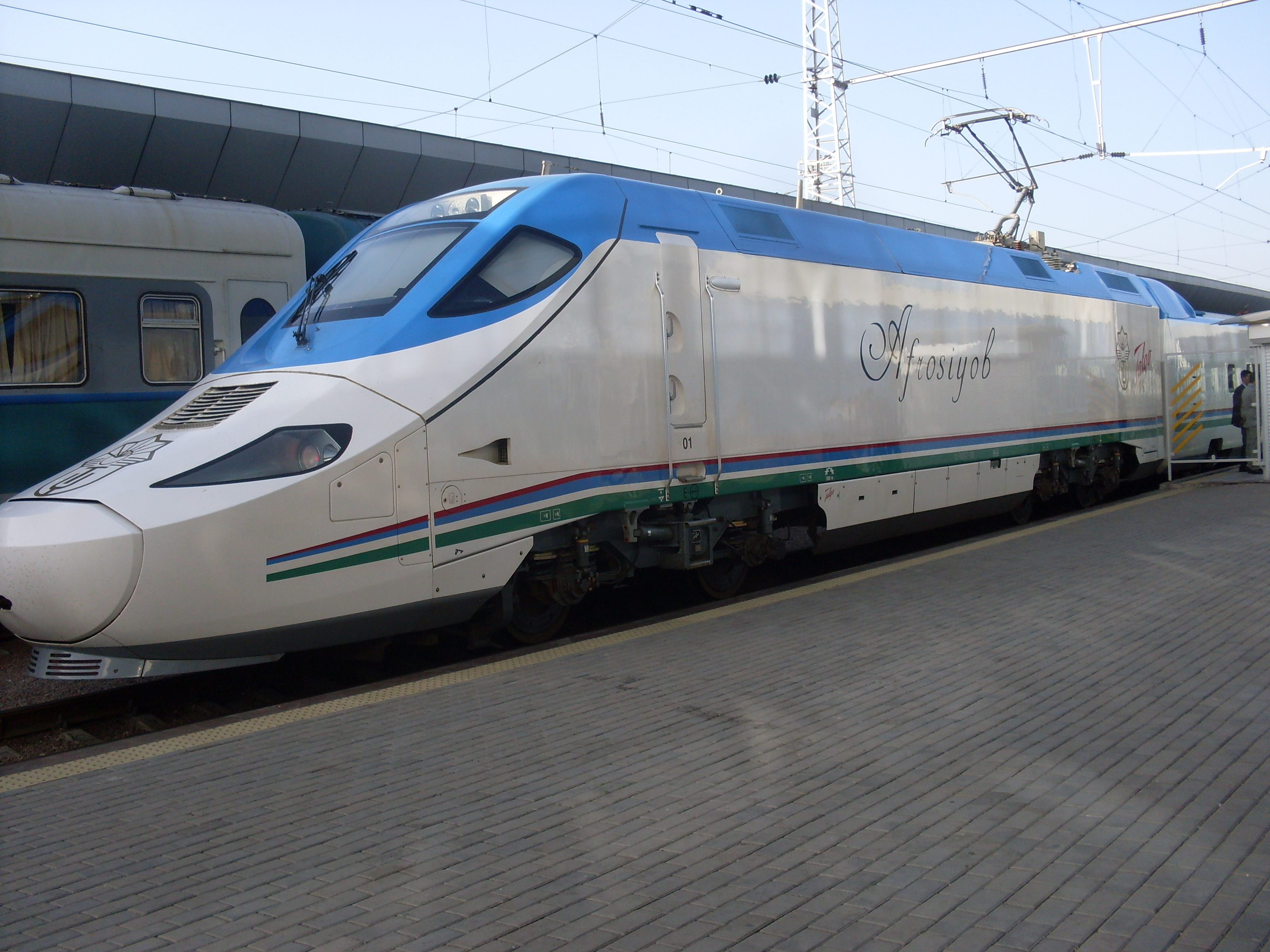
Tren de alta velocidad Afrosiyob

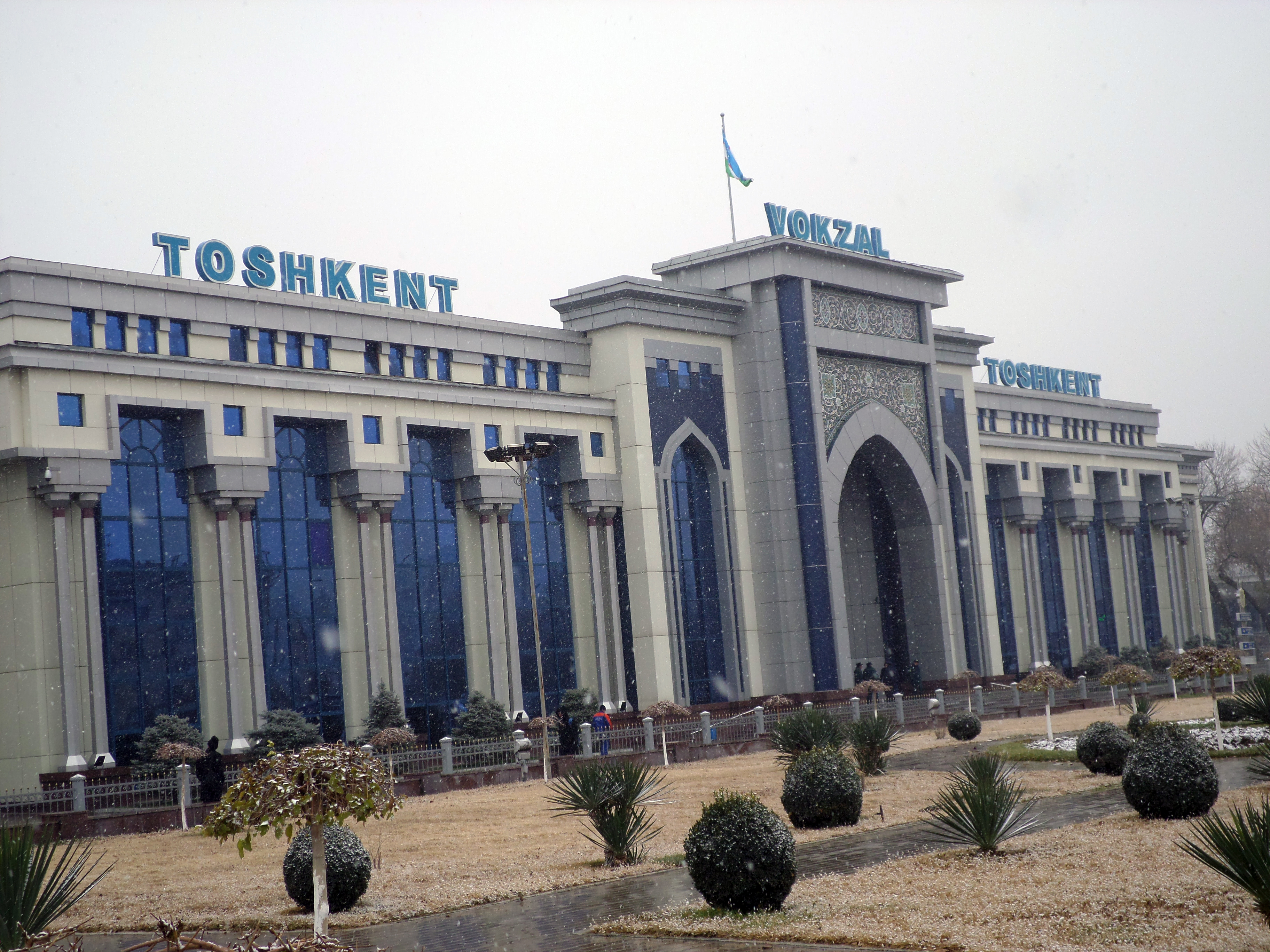
Estación de ferrocarril de Taskent.

La alta velocidad en Uzbekistán se compone en la actualidad de dos corredores principales de alta velocidad además de otras líneas en construcción o en proyecto, operadas por Oʻzbekiston temir yoʻllari. El material rodante se compone por las Serie Afrosiyob de UTY, fabricadas por Talgo a partir del Talgo 250.

## Recorrido
- La línea ferroviaria de alta velocidad Taskent-Samarcanda, inaugurada en 2011, realiza el recorrido en más de 2,5 horas, en 2013 la ruta de 344 km a plena velocidad comercial tomó 2 horas y 8 minutos. La dirección de Uzbekistán Railways ha planteado la posibilidad de construir una línea electrificada dedicada desde Taskent a Samarcanda, acortando el viaje a 1 hora y 20 minutos.
- Línea ferroviaria de alta velocidad Samarcanda-Bujará, inaugurada en agosto de 2016, extensión de la primera línea, 256 km demorando 1 hora 12 minutos, o desde Taskent 3 horas y 20 minutos.[1]